# Mijhirea, Bilohirsk
Mijhirea (în ucraineană Міжгір'я) este un sat în comuna Zelenohirske din raionul Bilohirsk, Republica Autonomă Crimeea, Ucraina.

## Demografie
Componența lingvistică a localității Mijhirea
     Rusă (59,01%)
     Tătară crimeeană (31,85%)
     Ucraineană (6,01%)
     Alte limbi (0,78%)
Conform recensământului din 2001, majoritatea populației localității Mijhirea era vorbitoare de rusă (59,01%), existând în minoritate și vorbitori de tătară crimeeană (31,85%) și ucraineană (6,01%).